# کوه شیندان
کوه شیندان در نزدیکی گردنه حیران و روستای ونه بین در مرز ایران — جمهوری آذربایجان قرار گرفته است. و قلعه شیندان بر عظمت این کوه می‌افزاید، ارتفاع کوه ۱۸۵۰ متر می‌باشد.